# Система траекторного управления
Система траекторного управления (СТУ) — бортовая электронная система, предназначенная для формирования и выдачи потребителям управляющих сигналов по крену и тангажу при автоматическом и директорном управлении летательным аппаратом в режиме захода на посадку по сигналам курсо-глиссадных радиомаяков. 
Система обеспечивает индикацию командных сигналов и основных навигационно-пилотажных параметров. Кроме режимов захода и посадки, типовая СТУ может обеспечивать самостоятельно или в составе бортового навигационно-пилотажного оборудования режимы автоматического или директорного управления на маршруте (стабилизация заданного курса или заданного путевого угла), программное управление на маршруте от вычислителей навигационной или радионавигационной системы, автоматический или директорный режим сближения с другим самолётом, режим стабилизации барометрической высоты полёта и др.

## История
Вероятно, что первой подобной унифицированной аппаратурой, которая довольно широко применялась и до сих пор применяется на отечественных ЛА, была пилотажно-навигационная система «Путь». 
Сама идея построения системы заключалась в том, чтобы обобщить и представить в удобной для восприятия форме лётчику большой объём поступающей пилотажно-навигационной информации в двух установленных на приборной доске комбинированных приборах — командном пилотажном и навигационном. Кроме этого, система вычисляет оптимальную траекторию движения ЛА и выдаёт сигналы отклонения движения от заданной траектории полёта — на отклонение стрелок и командных индексов по крену и тангажу. При этом задача лётчика сводится к тому, чтобы, управляя полётом самолёта стараться удерживать командные индексы на приборах в максимально близком к нейтральному положениях
Система «Путь» получает информацию от радиотехнической системы ближней навигации, отечественной радиомаячной системы посадки СП-50 или зарубежной — ILS, и от корректора высоты КВ-11. Состав оборудования системы «Путь» может несколько варьироваться, в зависимости от типа летательного аппарата, на котором она работает. В любом случае на приборной доске пилота устанавливаются приборы типа ПП-1 (пилотажный прибор), НКП-4 (навигационный курсовой прибор), также в комплекте системы: усилители, вычислители, пульты управления и др. блоки.

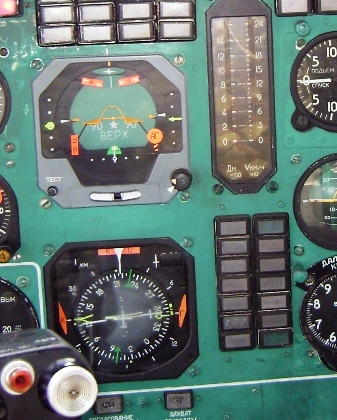
Прибор командный пилотажный ПКП-77 и прибор навигационный плановый ПНП-72, приборная доска вертолёта

## Развитие систем траекторного управления
В дальнейшем система «Путь» была доработана и вошла в состав более сложной комплексированной системы БСУ-3П, став первой в СССР серийной бортовой аппаратурой ЛА, позволяющей выполнять автоматический, без вмешательства пилота, заход на посадку по нормам ИКАО 1-й категории. Эта система выпускалась в трёх основных вариантах исполнения:
- Путь-4МПА-1 для самолёта Ту-124
- Путь-4МПА-1к для самолёта Ту-134
- Путь-4МПА-2 для самолёта Ил-18

Помимо системы «Путь», в комплект БСУ-3П входил доработанный электрический автопилот АП-6ЕМ-3П и автомат триммирования АП-2.
Система БСУ-3П решает следующие задачи:
- стабилизация углового положения самолёта в пространстве с помощью автопилота
- стабилизация самолёта на заданной барометрической высоте полёта с помощью автопилота
- выполнение координированных разворотов, снижение или набор высоты от автопилота
- стабилизация центра масс самолёта на траекториях, задаваемых радиомаяком ближней навигации системы VOR
- автоматическое либо директорное управление самолётом при заходе на посадку по сигналам аэродромной радиотехнической системы СП-50 и ILS, начиная с 4-го разворота и до высоты 50-60 метров.

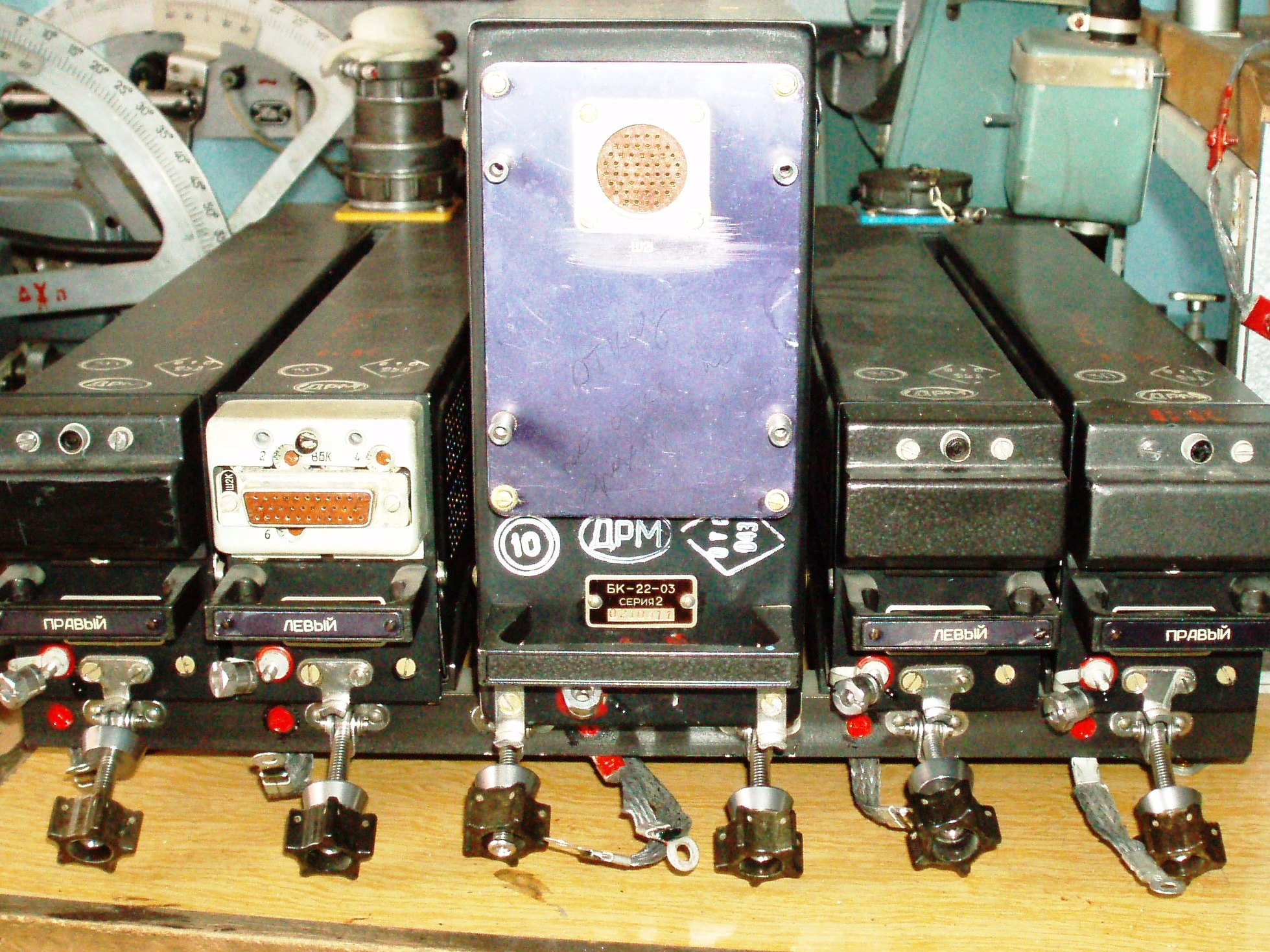
Вычислители и блок контроля СТУ "БОРТ". Наземный проверочный стенд.

Другая, более современная система траекторного управления — «Борт», также выпускалась при СССР в нескольких вариантах комплектации, в зависимости от типа летательного аппарата. Индицирующими приборами этой системы могут быть ПКП-72, ПКП-77 (прибор командный пилотажный) и прибор ПНП-72 (прибор навигационный плановый), оба также в нескольких вариантах исполнения. Информация в СТУ может поступать от бортовой РЛС, АРК, РСБН, навигационной ЦВМ, МРП, курсовертикалей, ДИСС, корректоров высоты. В аналоговых вычислителях системы происходит обработка и преобразование информации об угловом и пространственном положении летательного аппарата в команды управления боковым и продольным движением, блок контроля осуществляет непрерывный контроль исправности вычислителей и смежных с СТУ систем. Система имеет двойное резервирование, то есть параллельно работают два совершенно одинаковых полукомплекта аппаратуры, параметры которых непрерывно контролируются блоком контроля исправности системы.
На самолёте Ту-154 установлена аппаратура СТУ-154 (в составе АБСУ-154), предназначенная для индикации основных пилотажно-навигационных параметров во всех режимах полёта, а также для формирования и индикации команд директорного и автоматического управления и режиме захода на посадку по II категории IСАО. Система имеет трёхкратное резервирование вычислительной части.
Для самолётов фронтовой авиации в своё время была разработана многофункциональная навигационная радиотехническая аппаратура РСБН-6С. Эта аппаратура, работая в комплексе с системой автоматического управления полётом и другой самолётной аппаратурой, позволяла реализовать следующие задачи: 
- автоматический маршрутный полёт в режиме навигации по контрольным точкам маршрута;
- автоматический возврат самолёта на аэродром посадки или возврат на незапрограммированный аэродром, на удалении до 250 км;
- пробивание облачности (снижение до высоты 630 метров);
- выполнение предпосадочного маневра;
- автоматический заход на посадку до высоты 40-50 метров;
- выполнение при необходимости повторного захода на посадку.

Вычислительная часть аппаратуры РСБН, вокруг которой строилась вся работа САУ, состояла из двух аналоговых вычислителей — продольного и бокового движения.